# Моховое (Алтайский край)
Моховое — село в Павловском районе Алтайского края. Входит в состав Новозоринского сельсовета.

## История
Основан в 1922 году. В 1926 году выселок Моховской состоял из 15 хозяйств. В национальном составе населения того периода преобладали русские. В административном отношении входил в состав Власихинского сельсовета Барнаульского района Барнаульского округа Сибирского края.

## Население
| 1926 | 1997 | 1998 | 1999 | 2000 | 2001 |
| ---- | ---- | ---- | ---- | ---- | ---- |
| 79   | ↘20  | ↘8   | →8   | →8   | ↗20  |
| 2002 | 2003 | 2004 | 2005 | 2006 | 2007 |
| →20  | ↘14  | →14  | ↗23  | ↗25  | ↘24  |
| 2008 | 2009 | 2010 | 2011 | 2012 | 2013 |
| ↘23  | ↗25  | ↗30  | ↘25  | →25  | ↘24  |

Национальный состав
Согласно результатам переписи 2002 года, в национальной структуре населения русские составляли 100 %.